# Déclaration de Balamand
La Déclaration de Balamand est une déclaration adoptée le 23 juin 1993 au monastère Notre-Dame de Balamand au Liban à l'occasion de la VIe Rencontre de la Commission mixte internationale pour le dialogue théologique entre l'Église catholique romaine et l'Église orthodoxe. Cette déclaration sur « l'uniatisme, méthode d'union du passé, et la recherche actuelle de la pleine communion » affirme que « l'uniatisme ne saurait être un modèle de l'unité ». La question de l'existence des Églises catholiques orientales uniates est un des points de blocage dans les discussions entre l'Église catholique et la communion orthodoxe.

## Contexte et historique

### Églises participantes à la rencontre de Balamand
- L'Église catholique, d'une part
- Les Églises orthodoxes locales suivantes, d'autre part :
  - le Patriarcat œcuménique de Constantinople
  - l'Église orthodoxe de Finlande
  - le Patriarcat d'Alexandrie et de toute l'Afrique
  - le Patriarcat d'Antioche et de tout l'Orient
  - le Patriarcat de Moscou et de toute la Russie
  - le Patriarcat de toute la Roumanie
  - l'Église orthodoxe de Chypre
  - l'Église orthodoxe d'Albanie
  - l'Église orthodoxe de Pologne

## Contenu de la Déclaration de Balamand
La Commission déclare que les initiatives qui « ont conduit à l'union de certaines communautés avec le Siège de Rome et ont apporté avec eux, en conséquence, la rupture de la communion avec leurs Églises-mères d'Orient... ont eu lieu non sans l'intervention d'intérêts extra-ecclésiaux, et que ce qui a été appelée uniatisme ne peut plus être acceptée ni comme une méthode à suivre, ni comme un modèle de l'unité que nos Églises cherchent » (article 12).
Dans le même temps, la Commission souligne :
- article 3 : «En ce qui concerne les Églises orientales catholiques, il est clair qu'elles ont, dans le cadre de la communion catholique, le droit d'exister et d'agir en réponse aux besoins spirituels de leurs fidèles.»
- article 16 : «Les Églises orientales catholiques qui ont voulu rétablir la pleine communion avec le Siège de Rome et sont restés fidèles à lui, ont les droits et obligations qui se rattachent à cette communion.»
- article 22 : «L'action pastorale de l'Église catholique latine et orientale, ne vise plus à faire passer les fidèles d'une Église dans une autre, c'est-à-dire qu'elle ne vise plus au prosélytisme parmi les orthodoxes. Elle vise à répondre aux besoins spirituels de ses propres fidèles et n'a aucune volonté d'expansion au détriment de l'Église orthodoxe. Dans ces perspectives, de sorte qu'il n'y aura plus place pour la méfiance et la suspicion, il faut qu'il y ait des échanges réciproques d'informations sur les divers projets pastoraux et qu'ainsi la coopération entre les évêques et tous ceux qui ont des responsabilités dans nos églises, puisse être clairement définie et se développer.»